# Ellie van den Brom

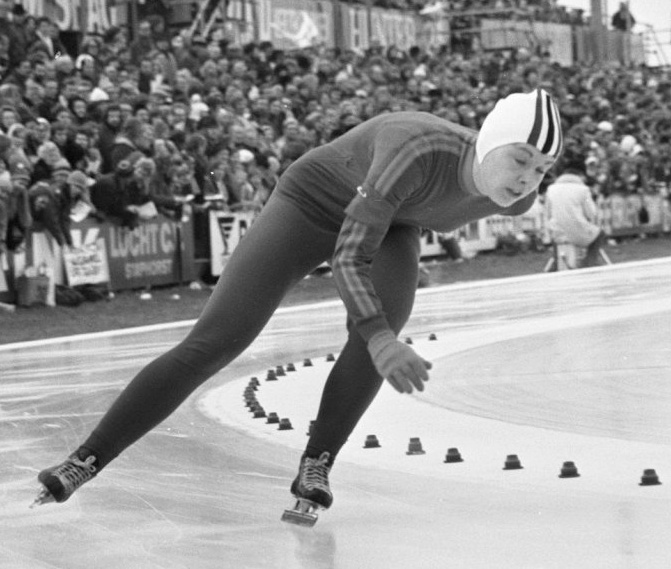
Ellie van den Brom, 1972

Elisabeth Margot („Ellie“) van den Brom (* 18. Juni 1949) ist eine ehemalige niederländische Eisschnellläuferin.
Sie nahm mehrere Male an Europa- und Weltmeisterschaften teil und war auch zweimalige Olympiateilnehmerin (1968 in Grenoble und 1972 in Sapporo). In den Jahren 1969 und 1970 hielt sie vorübergehend den Weltrekord über 1000 Meter.

## Persönliche Bestzeiten
- 500 Meter – 44.35 (1972)
- 1000 Meter – 1.30.0 (1969)
- 1500 Meter – 2.18.39 (1972)
- 3000 Meter – 4.58.05 (1972)